# Yeşiltepe, Çelikhan
Yeşiltepe là một xã thuộc huyện Çelikhan, tỉnh Adıyaman, Thổ Nhĩ Kỳ. Dân số thời điểm năm 2011 là 467 người.